# Janusz Witt
Janusz Witt (ur. 25 stycznia 1934 w Wieluniu) – filolog i germanista, działacz na rzecz dialogu polsko-niemieckiego i ekumenicznego w Polsce. Wieloletni członek międzynarodowej rady Fundacji Krzyżowa dla Porozumienia Europejskiego, a obecnie przewodniczący Towarzystwa Przyjaciół Krzyżowej. Przewodniczący założonej przez siebie w 1996 roku polskiej sekcji Towarzystwa Bonhoefferowskiego.
W latach 1951–1956 studiował germanistykę na Uniwersytecie Wrocławskim. Po studiach zajmował się dziennikarstwem w prasie mniejszości niemieckiej w Polsce. Od 1963 roku wykłada w Studium Języków Obcych Uniwersytetu Ekonomicznego we Wrocławiu.
W 1996 roku współtworzył wrocławską "Dzielnicę Wzajemnego Szacunku", w której współpracują ze sobą parafie rzymskokatolicka, prawosławna, ewangelicka i gmina żydowska, działając na rzecz wzajemnego poznania i szacunku.
Członek kościoła ewangelickiego-luterańskiego. Zajmuje się tematyką wielokulturowości i wielowyznaniowości Wrocławia i Śląska.
W 2008 roku został ambasadorem Europejskiego Roku Dialogu Międzykulturowego w Polsce.